# József Batthyány
József Batthyány, född 30 januari 1727 och död 23 oktober 1799, var en ungersk greve och präst.
Batthyány blev furstprimas av Ungern 1776 och kardinal 1778, och spelade en framträdande politisk roll under striderna vid riksdagen i Pest 1790.